# غشاء سینوویال (کالبدشناسی)
غشاء زُلاله‌ای (انگلیسی: Synovial membrane) بافت همبند رگ‌داری است که کپسول مفصلی، مفاصل متحرک، کیسه زلالی و غلاف‌های زردپی را مفروش می‌کند.
روماتیسم مفصلی زمانی اتفاق می‌افتد که دستگاه ایمنی بدن غشای زلاله‌ای اطراف مفصل‌ها را از بین می‌برد. سپس التهاب ناشی از آن غشای زلاله‌ای را ضخیم‌تر ساخته که در نهایت به از بین رفتن غضروف و استخوان منجر می‌شود.